# Katrin Lea Tag
Katrin Lea Tag (geboren 1972 in Berlin) ist eine deutsche Bühnen- und Kostümbildnerin, die sowohl für Schauspiel, als auch für Oper arbeitet.

## Leben und Werk
Tag studierte von 1993 bis 1999 Bühnenbild, Malerei und Graphik an der Akademie der bildenden Künste Wien. 1997 gewann sie den 1. Preis beim Ring Award, dem Internationalen Wettbewerb für Regie und Bühnengestaltung in Graz. Es folgten eine Reihe von Assistenzen bei Katrin Brack. 
Im Jahr 2006 wurde sie eingeladen, die Kostüme für Inszenierungen von Dimiter Gotscheff zu entwerfen, darunter Tschechows Iwanow  an der Berliner Volksbühne am Rosa-Luxemburg-Platz. Diese Inszenierung wurde zum Berliner Theatertreffen 2006 eingeladen. Seither arbeitet Katrin Lea Tag regelmäßig mit folgenden Regisseuren zusammen:
- als Kostümbildnerin in Schauspiel und Oper mit Michael Thalheimer – am Deutschen Theater Berlin, am Thalia Theater Hamburg, am Burgtheater Wien, an der Staatsoper Unter den Linden in Berlin, am Königlichen Dramatischen Theater in Stockholm, am Schauspiel Frankfurt
- als Bühnen- und Kostümbildnerin mit Barrie Kosky – an der Oper Frankfurt, an Staatsoper Hannover, English National Opera in London, Komischer Oper Berlin, an der Los Angeles Opera und
- mit Christiane Pohle – bei der Ruhrtriennale 2005 und am Akademietheater Wien

Besondere Zustimmung von Presse und Publikum konnten zwei Inszenierungen des Jahres 2015 erringen: Hans Neuenfels’ Interpretation von Ariadne auf Naxos an der Staatsoper im Schiller Theater in Berlin, für welche Tag die Bühne gestaltete, und Michael Thalheimers Burgtheater-Inszenierung von Jelineks Die Schutzbefohlenen, für welche sie die Kostüme gestaltete.

## Ausgewählte Bühnenarbeiten

### Schauspiel
- 2006: Iwanow von Anton Tschechow – Volksbühne am Rosa-Luxemburg-Platz Berlin (R. Gotscheff) Kostüme
- 201X: Geschichten aus dem Wiener Wald von Ödön von Horváth – Deutsches Theater Berlin (R: Thalheimer) Kostüme
- 2015: Die Schutzbefohlenen von Elfriede Jelinek – Burgtheater Wien (R: Thalheimer) Kostüme

### Oper
- 2010: Die Entführung aus dem Serail von W.A.Mozart  – Staatsoper Unter den Linden Berlin (R: Thalheimer) Kostüme
- 2010: A kékszakállú herceg vára von Béla Bartók – Oper Frankfurt, dann auch in Edinburg und Los Angeles (R: Kosky) Bühne und Kostüme
- 2015: Ariadne auf Naxos von Hofmannsthal/Strauss – Staatsoper im Schiller Theater Berlin (R: Neuenfels) Bühne
- 2015: Saul von G.F.Händel – Glyndebourne Festival Opera (R: Kosky) Bühne und Kostüme